# Bad Sister
Bad Sister (bra: Garota Rebelde) é um filme pre-Code estadunidense de 1931, do gênero drama, dirigido por Hobart Henley. O roteiro de Edwin H. Knopf, Tom Reed e Raymond L. Schrock foi baseado no romance "The Flirt" (1913), de Booth Tarkington.
O filme marca a estreia de Bette Davis e Sidney Fox nos cinemas. O elenco também inclui Humphrey Bogart e ZaSu Pitts em papéis secundários. "Bad Sister" foi preservado na National Film Registry, seleção da Biblioteca do Congresso dos Estados Unidos.

## Sinopse
Ambientado na década de 1930, Marianne Madison (Sidney Fox) se apaixona pelo vigarista Valentine Corliss (Humphrey Bogart), que usa sua relação para obter o apoio de seu sogro em um esquema de arrecadação de dinheiro de uma empresa inexistente. Ele foge com o dinheiro e Marianne, edepois a abandona. Sua doce irmã, Laura (Bette Davis), ama o Dr. Dick Lindley (Conrad Nagel), embora ela saiba que quem ele realmente ama é sua irmã, Marianne.

## Elenco
- Conrad Nagel como Dr. Dick Lindley
- Sidney Fox como Marianne Madison
- Bette Davis como Laura Madison
- Humphrey Bogart como Valentine Corliss
- Charles Winninger como Sr. Madison
- Emma Dunn como Sra. Madison
- ZaSu Pitts como Minnie, a empregada
- Slim Summerville como Sam
- Bert Roach como Wade Trumbull
- David Durand como Hedrick Madison, irmão mais novo de Marianne e Laura

## Notas de produção e lançamento

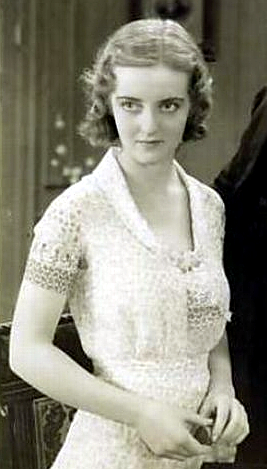
Bette Davis em "Bad Sister".